# Waregem Handball Club
Maillots
Le Waregem HC est un club belge de handball, situé à  Waregem en Belgique, le club évolue actuellement en Superliga.

## Histoire
Le Desselgemse HC a été fondé en ?, il obtient donc le matricule 359.

## Derby
- Apolloon Kortrijk
- HBC Izegem

## Comité
- Président : Johan Bossuyt
- Secrétaire : Christelle Wyckhuyse
- Trésorier : Edwin Verschaeve